# Franklin Park, Illinois
Franklin Park är en ort (village) i Cook County, i delstaten Illinois, USA. Enligt United States Census Bureau har orten en folkmängd på 18 415 invånare (2011) och en landarea på 12,3 km².